# 대한민국 형법 제152조
대한민국 형법 제152조는 위증, 모해위증에 대한 형법각칙의 조문이다.

## 조문
제152조(위증, 모해위증) ① 법률에 의하여 선서한 증인이 허위의 진술을 한 때에는 5년 이하의 징역 또는 1천만원 이하의 벌금에 처한다. 

②형사사건 또는 징계사건에 관하여 피고인, 피의자 또는 징계혐의자를 모해할 목적으로 전항의 죄를 범한 때에는 10년 이하의 징역에 처한다.

第152條(僞證, 謀害僞證) ① 法律에 依하여 宣誓한 證人이 虛僞의 陳述을 한 때에는 5年 以下의 懲役 또는 1千萬원 以下의 罰金에 處한다. 

② 刑事事件 또는 懲戒事件에 關하여 被告人, 被疑者 또는 懲戒嫌疑者를 謀害할 目的으로 前項의 罪를 犯한 때에는 10年 以下의 懲役에 處한다.

## 사례
- 교통사고 재판에 증인으로 나왔는데 검은 승용차에 치어 사람이 사망한 것을 회색 승용차에 치어 죽었다고 했을 경우는 위증으로 처벌할 수 없다[1]

## 판례

### '허위의 진술'의 의미
- 제3자가 심문절차로 진행되는 가처분 신청사건에서 증인으로 출석하여 선서를 하고 진술함에 있어서 허위의 공술을 한 경우 위증죄가 성립하지 않는다[2]
- 위증죄에서 말하는 허위의 진술이라는 것은 그 객관적 사실이 허위라는 것이 아니라 스스로 체험한 사실을 기억에 반하여 진술하는 것, 즉 기억에 반한다는 사실이다[3]
- 위증죄는 법률에 의하여 선서한 증인이 자기의 기억에 반하는 사실을 진술함으로써 성립하는 것이므로 그 진술이 객관적 사실과 부합하지 아니한다 하더라도 그 증언이 증인의 기억에 반하는지 여부를 가려보기 전에는 위증이라고 속단해서는 안된다[4]
- 위증죄의 의의 및 보호법익, 형사소송법에 규정된 증인신문절차의 내용, 증언거부권의 취지 등을 종합적으로 살펴보면, 증인신문절차에서 법률에 규정된 증인 보호를 위한 규정이 지켜진 것으로 인정되지 않은 경우에는 증인이 허위의 진술을 하였다고 하더라도 위증죄의 구성요건인 “법률에 의하여 선서한 증인”에 해당하지 아니한다고 보아 이를 위증죄로 처벌할 수 없는 것이 원칙이다. 다만, 법률에 규정된 증인 보호 절차라 하더라도 개별 보호절차 규정들의 내용과 취지가 같지 아니하고, 당해 신문 과정에서 지키지 못한 절차 규정과 그 경위 및 위반의 정도 등 제반 사정이 개별 사건마다 각기 상이하므로, 이러한 사정을 전체적·종합적으로 고려하여 볼 때, 당해 사건에서 증인 보호에 사실상 장애가 초래되었다고 볼 수 없는 경우에까지 예외 없이 위증죄의 성립을 부정할 것은 아니라고 할 것이다.[5]
- 증인의 증언이 기억에 반하는 허위진술인지 여부는 그 증언의 단편적인 구절에 구애될 것이 아니라 당해 신문절차에 있어서의 증언전체를 일체로 파악하여 판단하여야 할 것이고, 증언의 의미가 그 자체로 불분명하거나 다의적으로 이해될 수 있는 경우에는 언의의 통상적인 의미와 용법, 문제된 증언이 나오게 된 전후 문맥, 신문의 취지, 증언이 행하여진 경위 등을 종합하여 당해 증언의 의미를 명확히 한 다음 허위성을 판단하여야 한다[6]
- 증언의 내용을 구성하는 개개의 사실을 개별적으로 진술하지 아니하고 신문자의 취지에 따라 이를 종합한 전체적 취지로 대답 진술 하였다 하더라도 개개의 사실이 기억에 일치하고 전체적 취지가 이에 어긋나지 아니하면 허위의 진술이라 할 수 없다[7]
- 위증죄에서 증인의 증언이 기억에 반하는 허위의 진술인지 여부는 증언의 단편적인 구절에 구애될 것이 아니라 당해 신문절차에서의 증언 전체를 일체로 파악하여 판단하여야 한다[8]
- 위증죄는 법률에 의하여 선언한 증인이 자기의 기억에 반하는 사실을 진술함으로써 성립하는 것이므로, 경험을 통하여 기억하고 있는 사실을 진술한 이상 그 진술이 객관적 사실에 부합되지 아니하거나 경험한 사실에 기초한 주관적 평가나 그 법률적 효력에 관한 견해를 부연한 부분에 다소의 오류나 모순이 있다고 하여 위증죄가 성립하는 것은 아니다[9]
- 선서를 하고서 진술한 증언내용이 자신이 그 증언내용사실을 잘 알지 못하면서도 잘 아는 것으로 증언한 것이라면 그 증언은 기억에 반한 진술이어서 위증죄가 성립된다[10]

### 진술을 철회한 경우
선서한 증인이 일단 기억에 반하는 허위의 진술을 하였더라도 그 신문이 끝나기 전에 그 진술을 철회 시정한 경우 위증이 되지 않는다

### 증언거부권 불고지와 위증죄 성립여부
- 증언거부사유가 있음에도 증언거부권을 고지받지 못함으로 인하여 그 증언거부권을 행사하는 데 사실상 장애가 초래되었다고 볼 수 있는 경우 위증죄 성립하지 않는다[12]

### '법률에 의하여 선서한 증인'의 의미
- ‘법률에 의하여 선서한 증인’이라 함은 ‘법률에 근거하여 법률이 정한 절차에 따라 유효한 선서를 한 증인’이라는 의미이고, 그 증인신문은 법률이 정한 절차 조항을 준수하여 적법하게 이루어진 경우여야 한다고 볼 것이다[13].

### '안다'는 사실이 위증이 되기 위한 조건
- 증인의 증언의 요지가 일정한 사실을 "안다"라는 취지인 경우에는 증인이 그 증언내용을 알게 된 경위를 심리판단하여 그 증언내용이 기억에 반한 진술인지 여부를 가려야 할 것이지 그 증언의 전체적 내용을 제쳐놓고 증언일부만을 따로 떼어서 허위의 진술이라고 단정할 것이 아니다[14].
- 증인이 어떠한 사실을 "안다"고 진술하는 경우에는 증인이 직접 경험하거나 또는 타인의 경험한 바를 전해 들어서 알게 된 사실을 진술하는 것이므로 이와 같이 알게 된 경위가 어떤 것인지를 가려내어 그것이 피고인의 기억에 반하는지의 여부를 판단하여야 할 것이고 그 진술이 객관적인 사실과 다르다는 것만으로 곧 기억에 반하는 진술이라고 단정할 수는 없다[15].

### 증언내용이 요증사항 및 재판에 영향을 미칠 사항이여야 하는지 여부
- 위증죄는 선서한 증인이 고의로 자신의 기억에 반하는 증언을 함으로써 성립하고 그 진술에 당해 사건의 요증사항인 여부 및 재판의 결과에 영향을 미친 여부는 위증죄의 성립에 아무런 관계가 없다[16]
- 증언내용이 요증사실이 아니고 지엽적인 사항에 관한 것이어서 판결결과에 영향을 미치지 아니한 경우에도 위증죄가 성립한다[17]

### 신분관계로 인하여 형의 경중이 있는 경우
위증죄와 모해위증죄는 형 33조의 신분관계로 인하여 형의 경중이 있는 경우에 해당한다

### 자기사건에 대한 위증교사 가능 여부
피고인이 자기의 형사사건에 관하여 허위의 진술을 하는 행위는 피고인의 형사소송에 있어서의 방어권을 인정하는 취지에서 처벌의 대상이 되지 않으나, 법률에 의하여 선서한 증인이 타인의 형사사건에 관하여 위증을 하면 형 152조 1항의 위증죄가 성립되므로 자기의 형사사건에 관하여 타인을 교사하여 위증죄를 범하게 하는 것은 이러한 방어권을 남용하는 것이라고 할 것이어서 교사범의 죄책을 부담케 함이 상당하다

### '모해할 목적'의 의미
형법 제152조 제2항의 모해위증죄에 있어서 모해할 목적이란 피고인․피의자 또는 징계혐의자를 불리하게 할 목적을 의미하는 것으로서, 모해위증죄에 있어서 허위 진술의 대상이 되는 사실에는 공소범죄사실을 직접, 간접적으로 뒷받침하는 사실은 물론 이와 밀접한 관련이 있는 것으로서 만일 그것이 사실로 받아들여진다면 피고인이 불리한 상황에 처하게 되는 사실도 포함된다 할 것이다. 그리고 이러한 모해할 목적은 허위의 진술을 함으로써 피고인에게 불리하게 될 것이라는 인식이 있으면 충분하고 그 결과의 발생을 희망할 필요까지는 없다 할 것이다.

### 죄수
하나의 사건에 관하여 한 번 선서한 증인이 같은 기일에 여러 가지 사실에 관하여 기억에 반하는 허위의 진술을 한 경우 이는 포괄하여 1개의 위증죄를 구성한다

### 기판력
비록 종전 사건 공소사실에서 허위의 진술이라고 한 부분과 당해 사건 공소사실에서 허위의 진술이라고 한 부분이 다르다 하여도 종전 사건의 확정판결의 기판력은 당해 사건에도 미치게 되어 당해 위증죄 부분은 면소되어야 한다

### 민사소송의 증인
민사소송의 당사자는 증인으로 선서하고 증언하였다고 하더라도 위증죄의 주체가 될 수 없고, 민사소송에서의 당사자인 법인의 대표자의 경우에도 같다

### 증언거부권 포기 후 증언
증언거부권이 있는 사람이라 하더라도 선서한 후 증언거부권을 포기하고 증언하였다면 위증죄의 주체가 될 수 있다

### 자기의 범죄사실에 대한 허위 진술
증인신문절차에서 형사소송법 제160조에 정해진 증인거부권이 고지되었음에도 불구하고 위 피고인이 자기의 범죄사실에 대하여 증언거부권을 행사하지 아니한 채 허위로 진술하였다면 위증죄가 성립한다

## 주해
1. ↑  꾀를 써서 다른 사람을 해치는 것

## 같이 보기
- 위증죄
- 모해위증죄
- 증거인멸죄